# 楊忠
楊 忠（よう ちゅう、507年 - 568年）は、中国の西魏から北周にかけての軍人。隋の文帝楊堅の父。小名は奴奴。本貫は弘農郡華陰県（ただし、谷川道雄は「隋の帝室楊氏は、漢代以来の名族として名高い弘農郡の楊氏の出身と称するが、真偽のほどはさだかでない。確実な記録では、祖先は北魏時代、長城北辺の武川鎮で国境防衛にあたっていた軍人の家柄で、その通婚関係からみて、非漢民族の血を多く交えているらしい」と述べている）。

## 経歴
北魏の建遠将軍の楊禎と蓋氏のあいだの子として生まれた。成長すると容貌魁偉で、髭が美しく、身長は七尺八寸、武芸に優れた。524年、泰山に遊山して、南朝梁の侵攻を受けて捕らえられ、江南に抑留された。529年、北海王元顥に従って洛陽に入り、直閤将軍に任ぜられた。元顥が敗れると、爾朱度律に召されて帳下統軍となった。530年、爾朱兆が并州から洛陽に入ると、楊忠は爾朱兆につき、昌県伯の爵位を受け、都督に任ぜられ、また小黄県伯の別封を受けた。独孤信の下で下溠戍に南朝梁を撃破し、南陽を平定するのに、功績を挙げた。
534年、孝武帝が関中に入るのに従い、爵位は侯に進んだ。宇文泰の下で潼関を攻撃し、迴洛城を落とした。安西将軍・銀青光禄大夫に任ぜられた。東魏の荊州刺史の辛纂が穣城に拠ると、楊忠は独孤信の下で辛纂を討ち、穣城に入城した。駐屯すること半年、東魏の圧迫を受けて、独孤信とともに南朝梁に亡命した。南朝梁の武帝の厚遇を受けて、文徳主帥・関外侯となった。
537年、独孤信とともに西魏に帰還した。宇文泰の下で龍門での狩猟に参加したとき、楊忠は一匹の猛獣と対峙し、左脇で獣の腰をはさみ、右手で獣の舌を引き抜いてみせた。宇文泰の賞賛を受け、北族の語で猛獣を意味する「揜于」を字とした。宇文泰の下で竇泰を討ち、沙苑で戦った。征西将軍・金紫光禄大夫に転じ、爵位は襄城県公に進んだ。538年、河橋の戦いでは、楊忠は壮士5人とともに奮戦して橋を守り抜いた。功績により左光禄大夫・雲州刺史に任ぜられ、大都督を兼ねた。また李遠とともに黒水稽胡を撃破し、怡峯とともに玉壁の包囲を解き、洛州刺史に転じた。543年、邙山の戦いでは、先頭に立って東魏軍と戦った。大都督に任ぜられ、車騎大将軍・儀同三司・散騎常侍に進んだ。まもなく都督朔燕顕蔚四州諸軍事・朔州刺史に任ぜられ、侍中・驃騎大将軍・開府儀同三司の位を加えられた。549年、東魏が潁川を包囲し、田柱清が乱を起こすと、楊忠は兵を率いて乱を平定した。
侯景が長江を渡り、南朝梁の武帝が敗れると、南朝梁の西義陽郡太守の馬伯符らが下溠戍をもって西魏に降伏した。西魏はこれに対応して、漢水・沔水流域を経略するため、楊忠を都督三荊二襄二広南雍平信随江二郢析十五州諸軍事として、穣城に駐屯させた。馬伯符を案内として、南朝梁の斉興郡と昌州を攻撃し、ともに落とした。南朝梁の岳陽王蕭詧が西魏に藩属したが、二心をもっていた。楊忠は樊城から漢浜へと進軍して、旗を立てて示威した。楊忠の兵は実際には2000騎であったが、蕭詧が楼に登って楊忠の軍を眺めると3万騎にも見え、恐れて服従した。
南朝梁の司州刺史の柳仲礼が長史の馬岫に安陸を守らせ、自身は1万の兵を率いて襄陽を攻撃した。竟陵郡太守の孫暠が大都督の符貴を捕らえて柳仲礼に降った。柳仲礼は部将の王叔孫を派遣して孫暠とともに竟陵を守らせた。楊忠は宇文泰の命を受けて南朝梁の随郡を攻略し、守将の桓和を捕らえた。さらに進軍して安陸を包囲した。柳仲礼は安陸を守りきれないと考え、援軍におもむいた。楊忠は騎兵2000を選び、馬にハミを噛ませて夜間に進軍し、柳仲礼を漴頭で奇襲した。楊忠は柳仲礼を捕らえ、馬岫を安陸で降した。王叔孫が孫暠を斬って竟陵をもって降った。南朝梁の元帝は子の蕭方略を人質として和睦を申し入れ、西魏は石城を南限とし、南朝梁は安陸を北界として国境線を定めた。凱旋すると、楊忠の爵位は陳留郡公に進んだ。
551年、南朝梁の元帝がその兄の邵陵王蕭綸を圧迫した。蕭綸は羊思達・段珍宝・夏侯珍洽らとともに北斉と通じて汝南城に入った。南朝梁の元帝がこのことを宇文泰に知らせると、宇文泰は楊忠に命じて蕭綸を討たせた。楊忠は蕭綸を捕らえ、その罪を数えて殺した。かつて楊忠は柳仲礼を捕らえて厚遇していたが、柳仲礼が長安に入ると楊忠が軍中で財宝を横領していると訴えた。宇文泰は楊忠の歴年の功績を思って、不問に付した。楊忠は怒り、柳仲礼を殺さなかったことを後悔した。蕭綸を殺害したのは、このことがあったためである。楊忠は年をはさんで漢水の東の地域を平定した。
554年、普六茹氏の姓を賜り、行同州事をつとめた。于謹が江陵を攻撃すると、楊忠は前軍をつとめ、江津に駐屯し、南朝梁の軍の逃走路を抑えた。南朝梁の軍は象の鼻に刃を束ねて戦いを挑んできたが、楊忠が象を射ると、象兵は敗走していった。江陵が平定されると、西魏は蕭詧を梁主に立て、楊忠は穣城に駐屯してこれを支援した。
557年、北周の孝閔帝が即位すると、楊忠は入朝して小宗伯となった。北斉が東の国境を侵すと、楊忠は蒲坂に駐屯した。司馬消難が北周への帰順を願い出ると、楊忠は達奚武とともにこれを支援した。二将は5000騎を率いて、間道を通って北斉領内深く侵入した。北豫州まで30里、達奚武は異変を疑って、軍を返そうと考えた。楊忠は「進んで死あるも、退いての生はなし」と言ってひとり夜間に城下まで進み、開門を求めた。門が開かれて楊忠は入城し、また達奚武を招き入れた。北斉の鎮城の伏敬遠が兵士2000人を率いて東陴に拠り、厳戒を布いていた。達奚武は城を維持しようとせず、多くの財貨を取り、司馬消難らを連れて先に帰国しようとした。楊忠は3000騎を率いてしんがりをつとめたが、北斉の軍が追ってきて、洛北までやってきた。北斉軍が洛水を渡ろうとしたところ、楊忠がこれを迎撃すると、北斉軍はあえて迫ろうとせず、おもむろに引き返していった。楊忠の位は柱国大将軍に進んだ。559年、随国公に封ぜられた。
562年、大司空に転じた。北周の朝廷は突厥と連合して北斉を討つことを議論したが、北斉の将軍の斛律光を恐れて消極的な意見が多かった。楊忠はひとり積極策を唱えた。563年、楊忠は元帥となり、楊纂・李穆・王傑・爾朱敏・元寿・田弘・慕容延ら十数人の将軍を部下として東征の軍を発した。また達奚武には3万の兵を率いて南道を進ませ、晋陽での合流を期した。楊忠は爾朱敏を什賁にとどめて、黄河の上の遊兵とした。楊忠は武川鎮に進出して、かつての邸宅に入り、先祖を祭り、将士に饗応した。北斉軍は陘嶺の隘路を守ったので、楊忠は奇兵を繰り出してこれを破った。また楊纂を霊丘に駐屯させて後方の備えとした。突厥の木汗可汗が地頭可汗や歩離可汗らとともに、10万騎を率いて来援した。564年1月、晋陽を攻撃した。大雪が数十日続き、寒風は厳しく、北斉軍はその精鋭を繰り出したので、突厥は恐れて晋陽の西山に引きこもって戦おうとしなかった。楊忠は「趨勢は天にあって、兵数の多寡にはない」と言って700人を率いて徒歩で戦い、死者が10人中4・5におよぶ激戦をおこなった。達奚武が後詰めに現れると、兵を返したが、このため北斉軍はあえて出戦しようとしなくなった。突厥は兵を出して大規模な略奪をおこない、晋陽から平城にいたる700里あまりは人間も家畜も残らなかった。楊忠は武帝により太傅に任じられた。楊忠は宇文護につかなかったため、都督涇豳霊雲塩顕六州諸軍事・涇州刺史に任じられて遠ざけられた。
この年、北周軍が北斉を攻撃すると、宇文護は洛陽方面に進出し、楊忠は沃野鎮に出て突厥と連合しようとした。軍の食糧が不足していたので、一計を案じて稽胡の首領たちを招いた。そこに王傑が軍容を整え、鼓を鳴らしてやってきた。楊忠が怪しんだふりをして訊ねると、王傑は「大冢宰（宇文護）がすでに洛陽を平定しましたので、天子は銀州と夏州の間の生胡の騒動を聞かれて、王傑めを公につけて討たせようというのです」と答えた。また突厥の使者が馳せ参じて、「可汗は并州に入り、兵馬十数万を長城の下に留めております。ゆえに公にお訊ねしますが、もし稽胡が服従しないのであれば、公と共同してこれを破りたいと思います」と言った。列席した者たちはみな驚愕したので、楊忠はかれらを慰めさとした。このため稽胡の首領たちは命令に従って食糧を輸送した。このときの東征は、宇文護が先に撤退すると、楊忠も撤兵した。
568年、楊忠は病のため長安に帰った。武帝と宇文護の見舞いをたびたび受けた。まもなく62歳で死去した。太保・同朔等十三州諸軍事・同州刺史の位を追贈された。諡は桓といった。子の楊堅が後を嗣いだ。
隋朝の成立後、太祖武元帝の諡号が追贈された。

## 妻子

### 妻
- 呂苦桃（元明皇后）

### 男子
- 楊堅（隋の文帝）
- 蔡王 楊整
- 滕王 楊瓚
- 道王 楊嵩
- 衛王 楊爽

### 女子
- 安成長公主（楊堅の姉、竇栄定の妻）
- 昌楽長公主（楊堅の妹、豆盧通の妻）

## 伝記資料
- 『周書』巻19 列伝第11
- 『隋書』巻1 帝紀第1
- 『北史』巻11 隋本紀第1上